# Batalla de La Paz
La Batalla de La Paz fue un enfrentamiento de la Campaña de la Costa del Pacífico durante la Intervención estadounidense en México. Los dos bandos eran: por un lado, las tropas de la armada de Estados Unidos; por el otro, la milicia de México, comandada por los oficiales del ejército mexicano. La batalla ocurrió los días 16 y 17 de noviembre de 1847 

## Antecedentes
A finales de septiembre de 1847, el capitán del ejército mexicano Manuel Pineda Muñoz comenzó a formar una gran tropa de granjeros y rancheros con el objetivo de defender la región del Golfo de California de México de los estadounidenses invasores. Cientos de hombres estaban bajo las órdenes de Pineda. En marzo y abril de 1847, el 1.er Regimiento de Voluntarios de Nueva York, llegó a Yerba Buena (San Francisco), California.
Su misión era reforzar a la marina y ejército estadounidense en la ocupación y tomar varios puertos mexicanos. El Teniente Coronel Henry S. Burton del ejército de los Estados Unidos estaba al frente de los estadounidenses. El 30 de mayo de 1847, Burton recibió órdenes de embarcar el USS Lexington a las compañías A y B y proceder a la captura de La Paz.
El 21 de julio, 115 hombres del Séptimo Regimiento de Voluntarios de Nueva York, arribaron pacíficamente a La Paz. El Teniente E. Gould Buffum, de la Compañía B, describió la ciudad; “Todas las casas eran de adobe, de un blanco lúcido, y cubiertas de horas de palmera, y en general eran frescas. La playa entera estaba llena de palmeras, arboles de dátil, higos, tamarindos y cocos, sus deliciosos frutos colgando en racimos”.
Después de la Batalla de Mulegé, Pineda, como Comandante en Jefe de la Guerrilla Guadalupana, estableció una capital provisional en San Antonio, elevó los impuestos para la defensa y empezó resistencia en octubre en San José del Cabo, Comondú y Mulegé, y saqueó a cualquier simpatizante de los americanos. Para noviembre, Pineda tenía aproximadamente 300-500 insurgentes reunidos en San Antonio

## Batalla

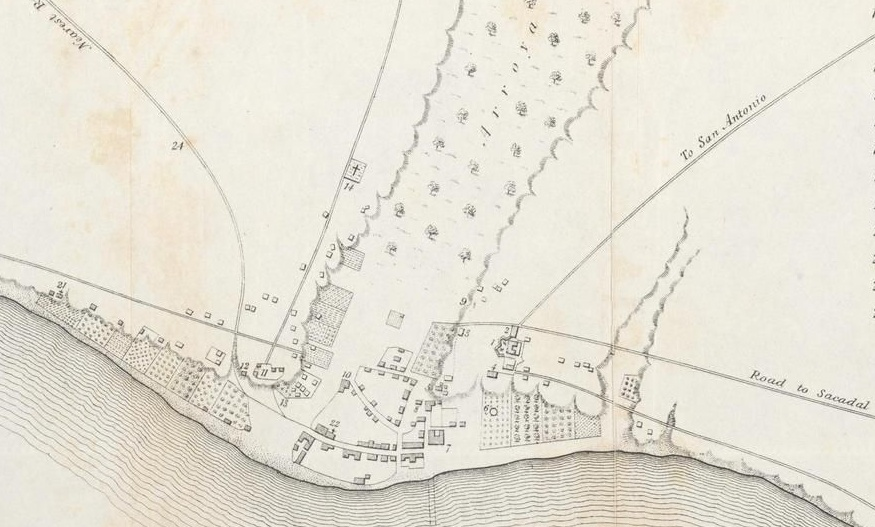
El acomodo de las fuerzas americanas en La Paz en 1847

A las 2 de la mañana del 16 de noviembre, la brigada de Pineda de 200 hombres atacaron a la guarnición americana en La Paz, desde el norte de El Arroyo con infantería, mientras la caballería esperó en el Este y Sur para atacar. Los hombres de Pineda dispararon por aproximadamente una hora sin parar, esperando hasta las 9 a. m. para avanzar, pero su avance bajó de intensidad a las 2 p. m.. Pineda con 50 hombres fue capaz de quemar la casa de Francisco Palacios de Miranda exgobernador, y por breve tiempo ocupar una casa de la parte baja del pueblo, antes de que su retirada fuera forzada por bombardeos americanos.
En la mañana del 17 de noviembre, los bombardeos americanos fueron efectivos contra los mexicanos, y después de estos destruyó algunas casas del norte de El Arroyo, fortaleció sus barricadas y ocupó los techos de las casas. 

## Consecuencias
Los hombres de Pineda se retiraron de la batalla pero permanecieron en la guarnición, provocando eventualmente el Sitio de La Paz 

## Lectura adicional
- Nathan Covington Brooks, A Complete History of the Mexican War (The Rio Grande Press, Inc., 1965). Justin H. Smith, The War With Mexico, Vols. I and II. (Peter Smith, Gloucester, Mass., 1963). John R. Spears, The History of the Navy, Vol. III (Charles Scribner's Sons, New York, 1897), pp. 401–409. K. Jack Bauer, Surfboats and Horse Marines (U.S. Naval Institute, Annapolis, Md., 1969). President James K. Polk's Message on War with Mexico, May 11, 1846, in Documents of American History, 9th edition, Vol. I (Prentice Hall, Inc., 1979), p. 311. (en inglés)